# Charency-Vezin
Charency-Vezin – miejscowość i gmina we Francji, w regionie Grand Est, w departamencie Meurthe i Mozela.
Według danych na rok 1990 gminę zamieszkiwało 505 osób, a gęstość zaludnienia wynosiła 34 osób/km² (wśród 2335 gmin Lotaryngii Charency-Vezin plasuje się na 591. miejscu pod względem liczby ludności, natomiast pod względem powierzchni na miejscu 346.).